# Tripletto del Leone
Il Tripletto del Leone (anche noto come Gruppo di M66) è un piccolo gruppo di galassie che dista circa 35 milioni di anni luce dalla Terra nella costellazione del Leone.

Il gruppo è formato dalle galassie a spirale M66, M65 e NGC 3628.

## Membri
La seguente tabella indica i membri identificati in modo concorde dal Nearby Galaxies Catalog, il catalogo Lyons Groups of Galaxies e Nearby Optical Galaxy sample (Giuricin et al.).
| Nome     | Tipo     | R.A. (J2000)  | Dec. (J2000) | Redshift (km/s) | Magnitudine apparente |
| -------- | -------- | ------------- | ------------ | --------------- | --------------------- |
| M65      | SAB(rs)a | 11h 18m 56.0s | +13° 05′ 32″ | 807 ± 3         | 10.3                  |
| M66      | SAB(s)b  | 11h 20m 15.0s | +12° 59′ 30″ | 727 ± 3         | 9.7                   |
| NGC 3628 | SAb pec  | 11h 20m 17.0s | +13° 35′ 23″ | 843 ± 1         | 8.8                   |

Alcune delle fonti sopra citate indicano che potrebbero far parte del gruppo un'altra o altre due galassie. Di frequente, ma non in modo unanime, si include anche NGC 3593 nel gruppo.

## Gruppi vicini
Il Gruppo di M96 è un gruppo di galassie fisicamente vicino al tripletto del Leone. Questi due gruppi potrebbero essere due parti separate di uno stesso gruppo più grande, e alcuni algoritmi di identificazione indicano il tripletto del Leone come facente parte del gruppo di M96.